# Amizmiz
Amizmiz (en àrab أمزميز, Amizmīz; en amazic ⴰⵎⵥⵎⵉⵥ) és un municipi rural de la província d'Al Haouz, a la regió de Marràqueix-Safi, al Marroc. Segons el cens de 2014 tenia una població total de 14.364 persones. La majoria de la població són amazics chleuh de parla chelja. Es troba a 50 kilòmetres de Marràqueix.

## Demografia
| 1994  | 2004   |  |
| ----- | ------ |  |
| 9.374 | 15.783 |  |